# 忍山神社
忍山神社（おしやまじんじゃ）は、三重県亀山市野村四丁目4-65にある神社。式内社。

## 祭神
主祭神
- 猿田彦命（さるたひこのみこと）[1]
- 天照大神（あまてらすおおみかみ）[1]

合祀祭神
- 天児屋命（あめのこやねのみこと）など[1]

## 歴史

### 古代

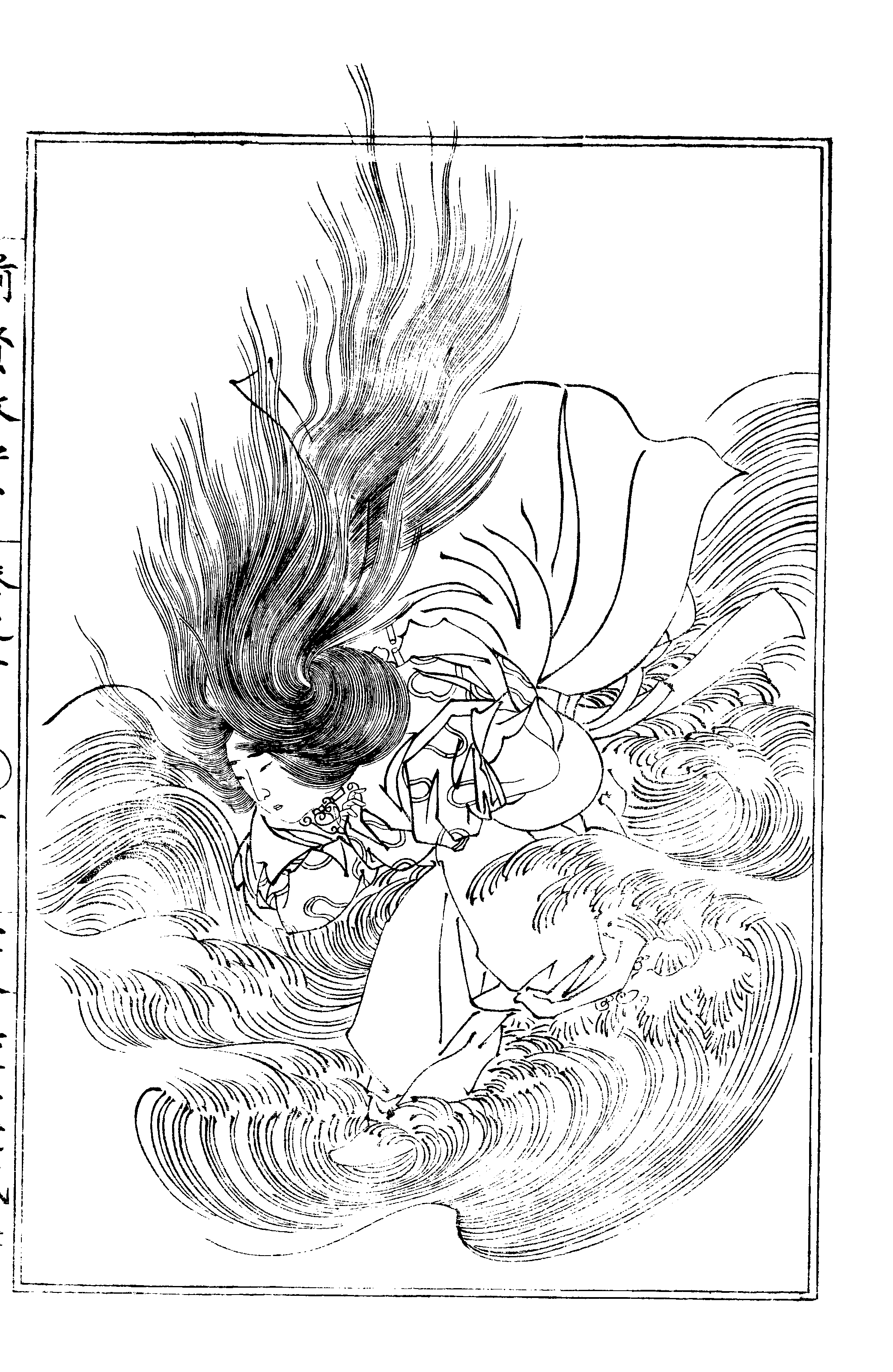
弟橘姫命

伝承によれば、紀元前91年（崇神天皇7年)に物部氏の祖である伊香色雄が勅命を受けて猿田彦命を鎮座し、伊香我色の子である大水口宿禰の子孫が明治時代に入るまで80代にわたって神主を務めた。また、垂仁天皇の皇女・倭姫命が忍山に遷幸した際に半年滞在した跡をかしこみ天照大神を奉った。
また、当地は、弟橘姫命の生誕の地として知られる。弟橘姫命は神主・忍山宿祢の長女で、景行天皇の王子ヤマトタケルの妻。ヤマトタケルが東征にあたって当地に立ち寄った際にその妻となり、東征に同道して、相模の海が海神の怒りに触れて嵐となった際に入水して鎮めたという。
かつては、愛宕山（亀山市野村町）に所在したというが、奈良時代に至って神宮寺を併置するに至った。

### 中世・近世

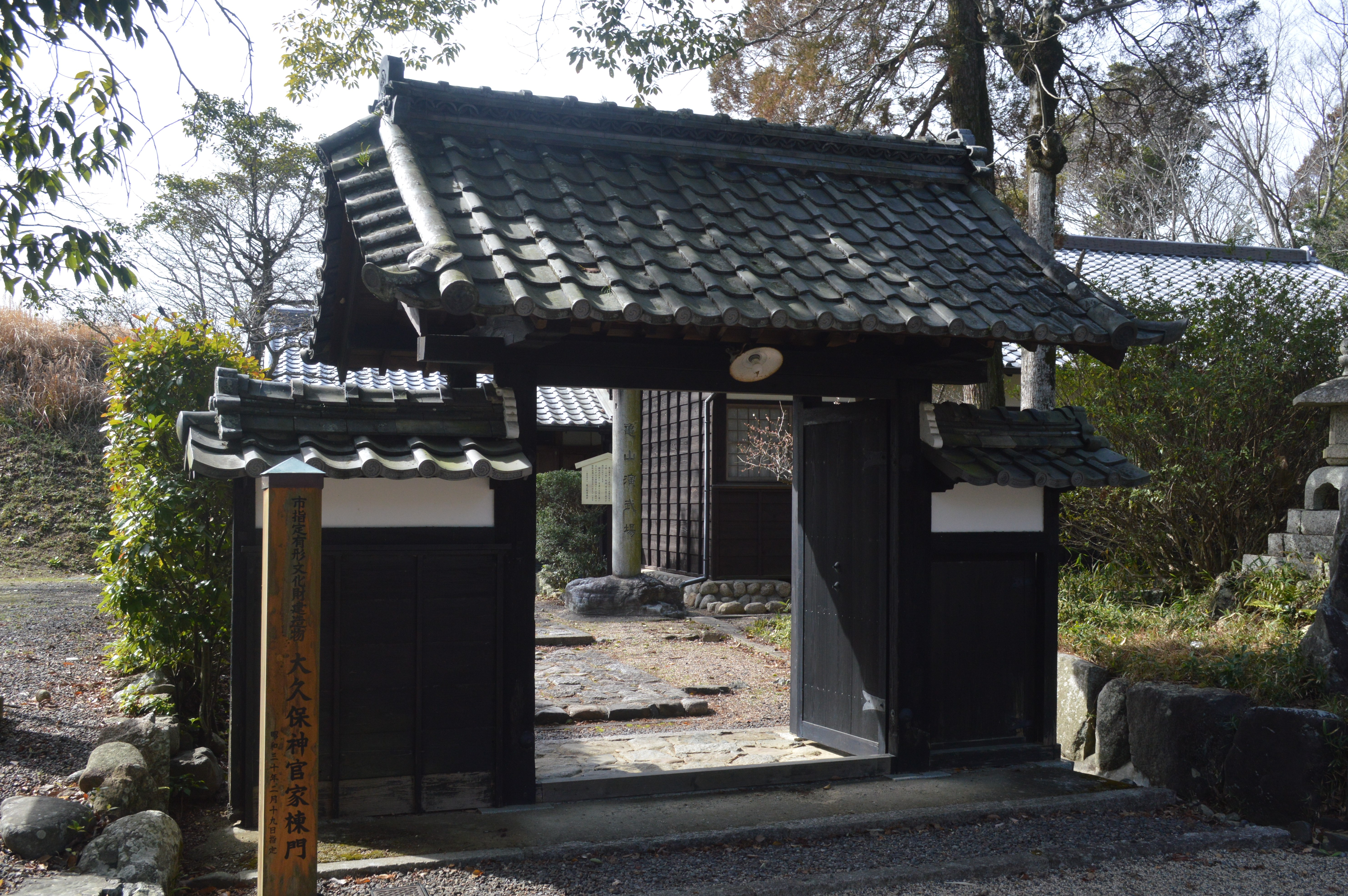
大久保神官家棟門

平安時代には平重盛によって社殿が造営され、社勢を誇った。文永11年（1274年）の文永の役により、社殿はすべて失われたため、白木山に避難し、布気神社の境内に仮宮をなした。しかし、布気神社はそのまま、忍山神社にとってかわられることになる。
室町時代の文明5年（1473年）には兵火で社殿を焼失し、戦国時代の永正3年（1506年）には再び火災で神殿などを焼失した。江戸時代には忍山神社の神官である大久保但馬守の邸宅が竣工し、後に亀山神社に移築されると、1955年（昭和30年）2月19日には「大久保神官家棟門」として亀山市指定文化財に指定されている。

### 近代・現代
1908年（明治41年）には野村にあるすべての村社と無格社の計20社を合祀した。1917年（大正6年）10月には鎮座2000年祭を斎行した。野村、野村住宅、和賀地区の氏神である。

## 境内

### 建造物

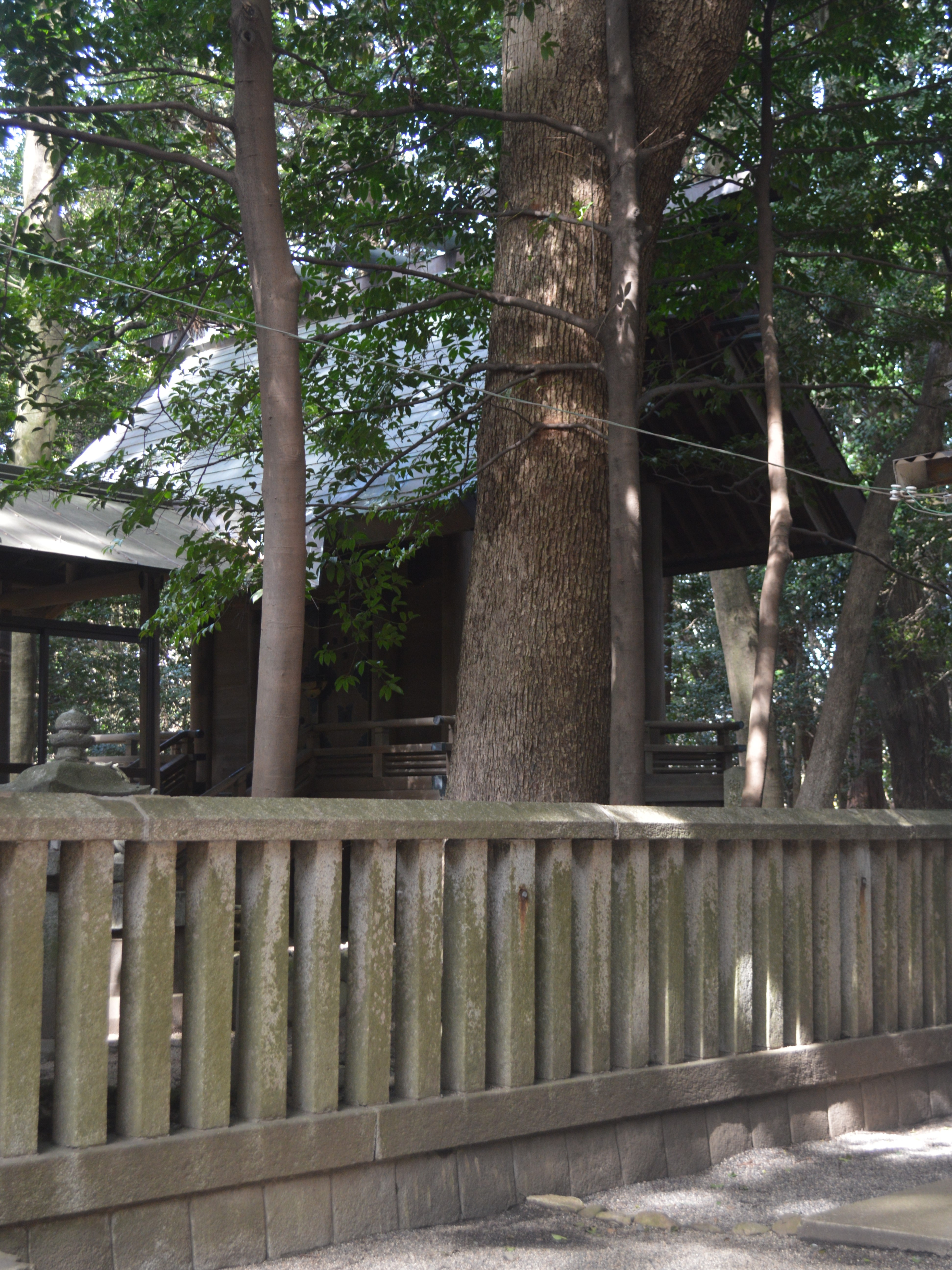
本殿
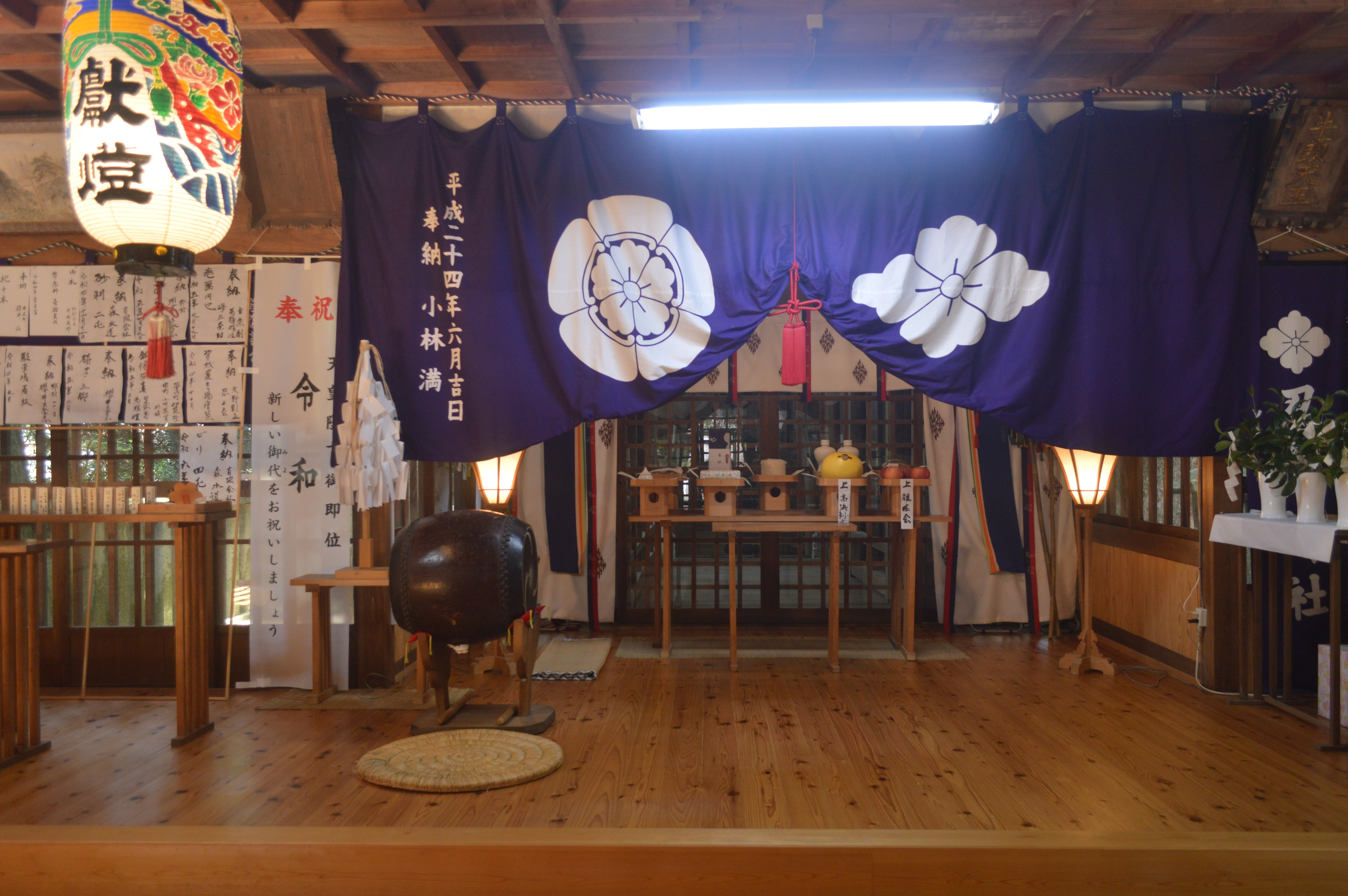
社殿
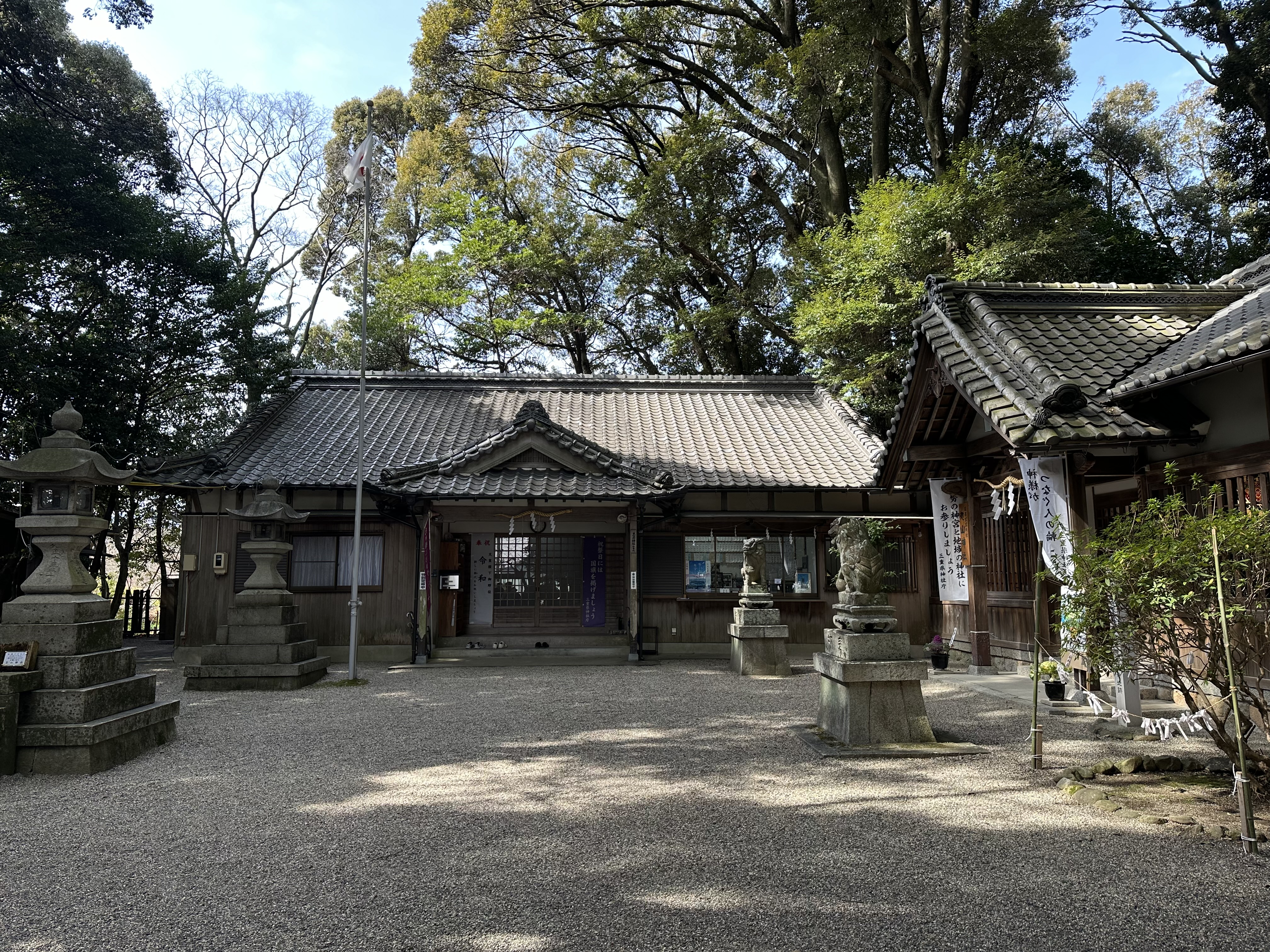
社務所
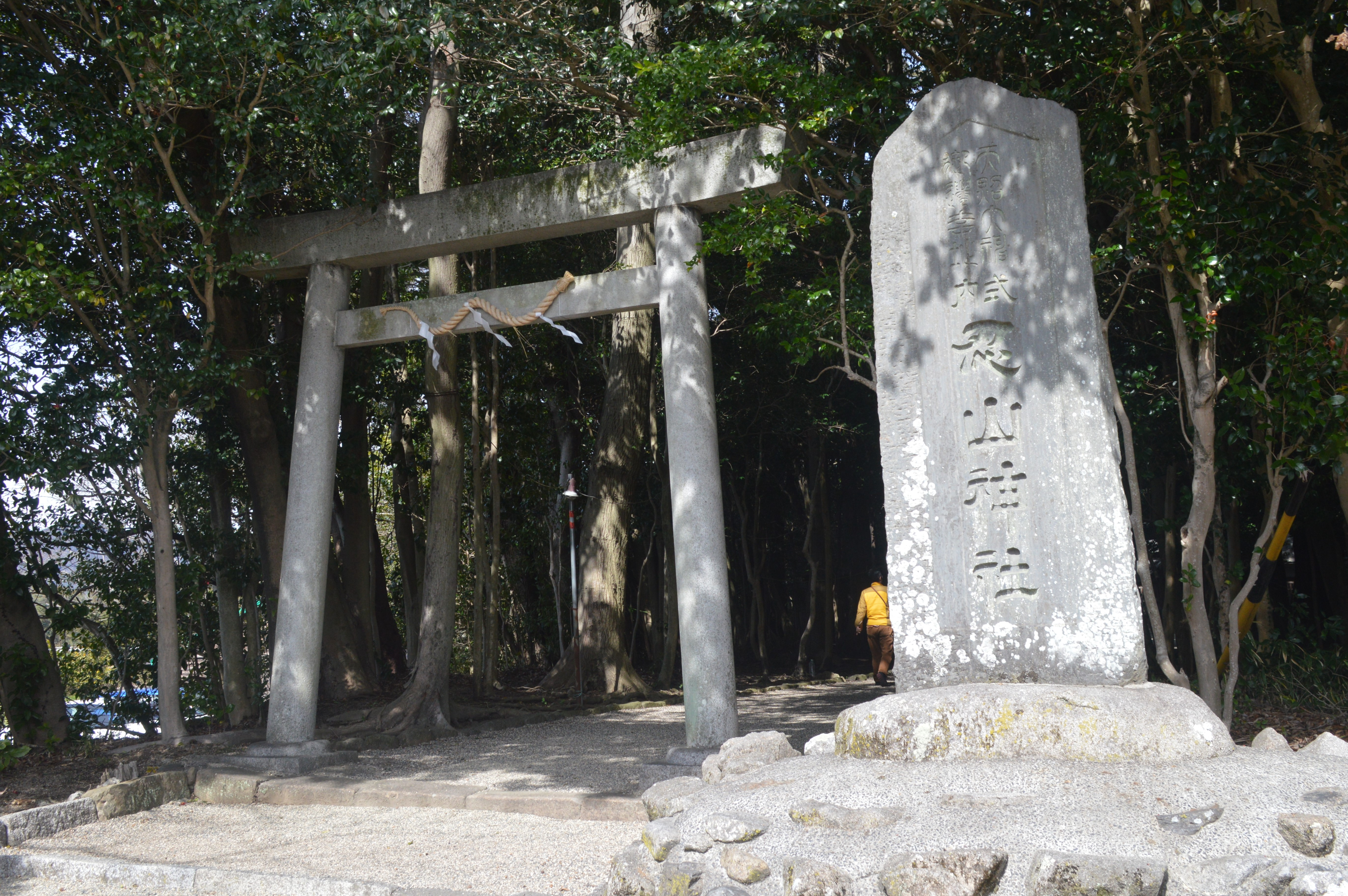
手水舎
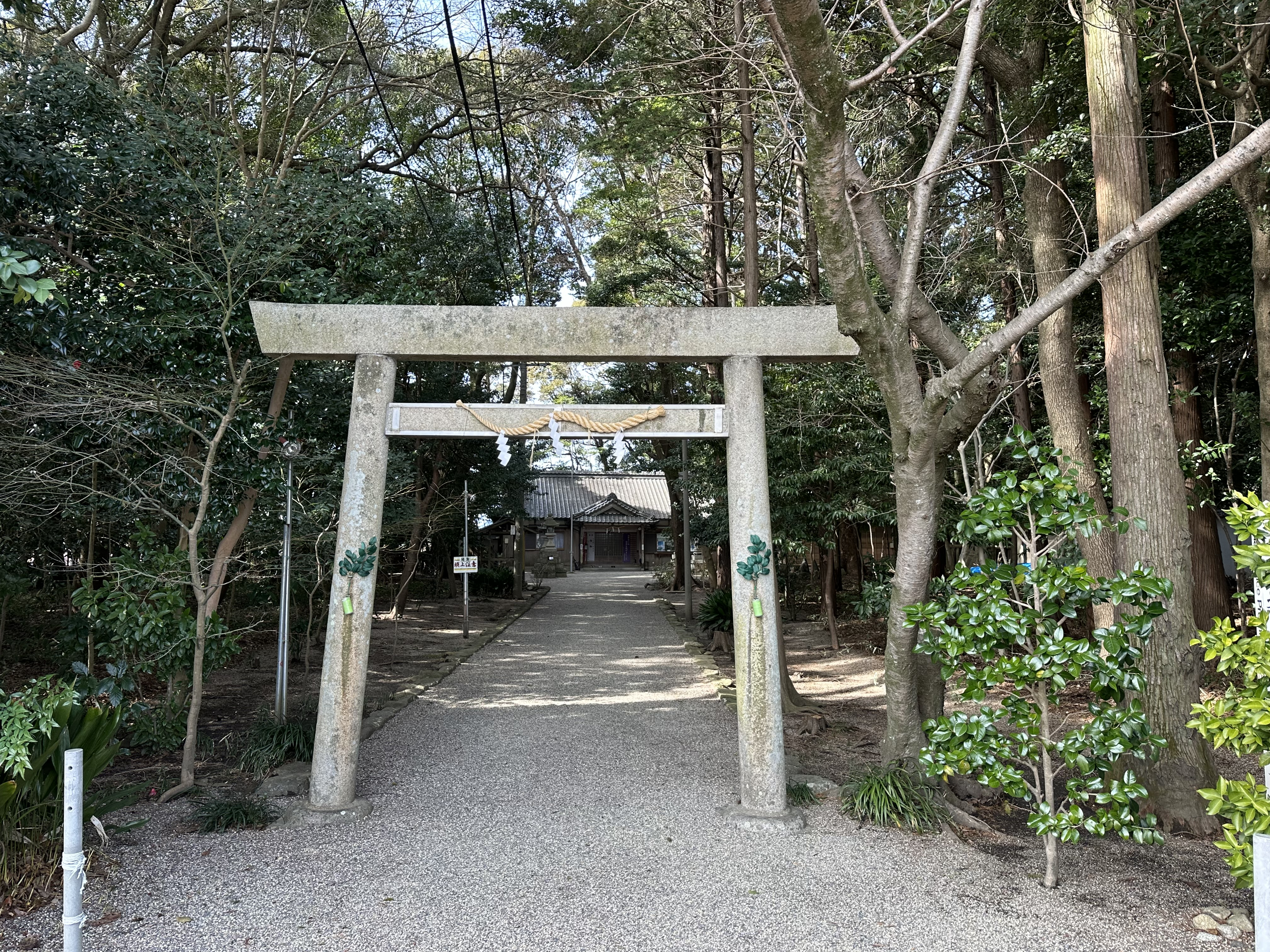
南参道 鳥居
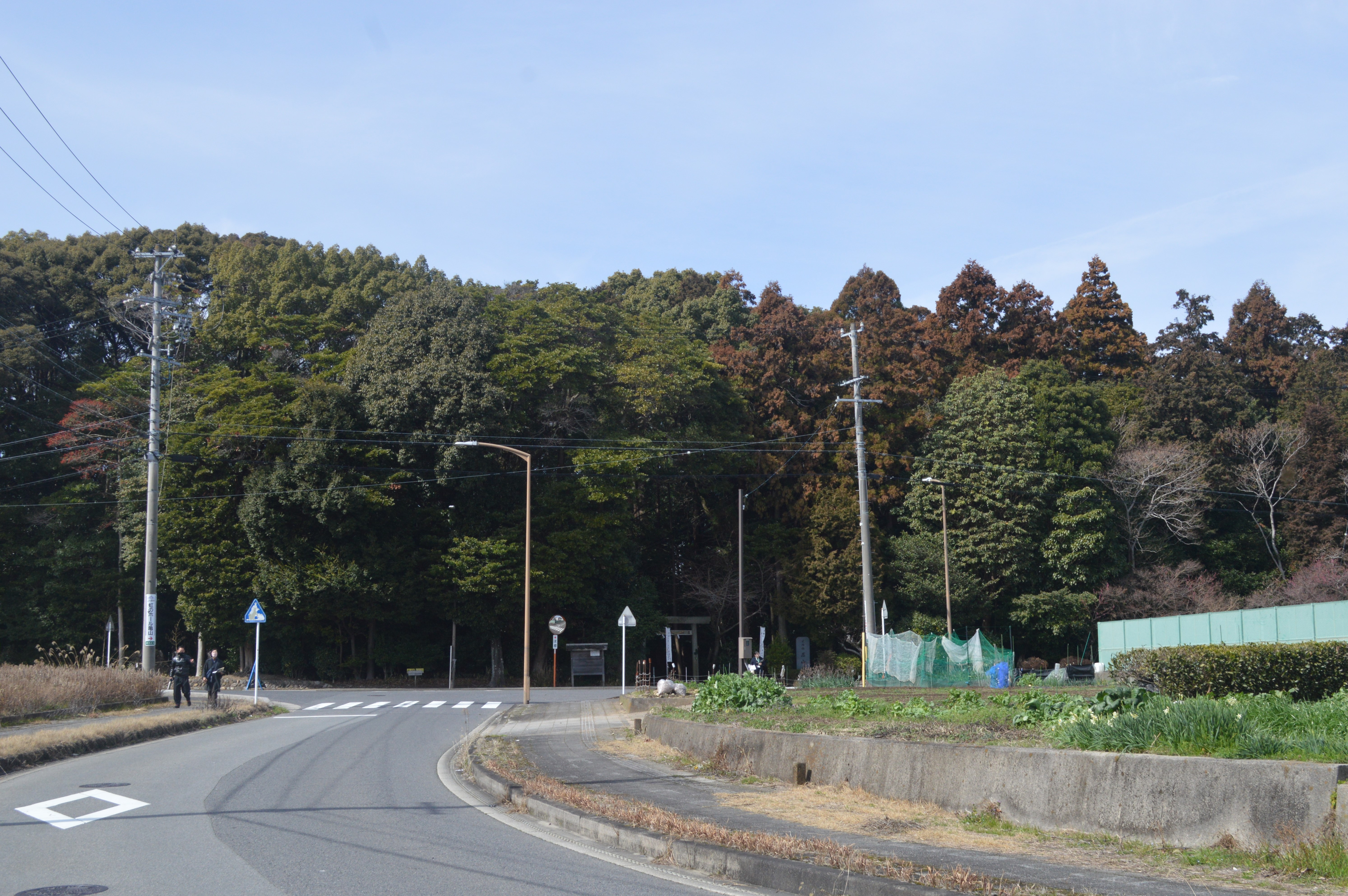
東参道 鳥居

- 本殿
- 社殿の内部
- 社務所
- 南参道の鳥居
- 東参道の鳥居
- 社叢

### 植生
亀山市の巨樹・古木・注目すべき木として数えられる11本のうち、以下の２本が忍山神社境内にある。
1本はモチノキ科クロガネモチの巨木で、本殿右側にあり、幹周り263センチメートル、樹高11.5メートル。根が盛り上がりヒサカキを巻き込んで生育する。
もう１本はイヌガヤ科イヌガヤの古木で、南側の境内の入口にあり、幹周り43センチメートル。かつてイヌガヤの実から油を採取し、神前の灯火に用いたという説がある。

## 神事
秋の例祭の神事に、1952年（昭和27年）12月には亀山市無形民俗文化財に指定された「傘鉾」巡行がある。祭神の一柱である須佐之男命の荒魂を鎮めるために古くからおこなわれていた神事で、毎年10月14日の例祭日、傘鉾と呼ばれる巨大な傘状の山車が、太鼓を打ち鳴らしながら隊列を組み、町内を巡行する。
巡行の始点は旧東海道の京口坂で、最初西進し、野村一里塚で折り返して北に向かい、野村町を巡って終点が忍山神社である。3本の傘鉾は毎年氏子らによって新調され、16等分に割った真竹に赤・青・白・黄・緑の五色の色紙が貼られて仕上げられる。この色紙は巡行の道中で氏子らがちぎりとるもので、家内安全や災難退散などの御利益があるので持ち帰り各家の神棚などに献上される。古くは傘鉾の紙は色紙でなく、昭和前期には村内安全や五穀豊穣などの文字を書いたものもあった。五色の紙の持つ意味は不明とされる。
伊賀地方の祇園祭で行われる「花奪い」と類似する民俗行事で、もとは能牟良神社（のむらじんじゃ）の祭礼であり、1908年（明治41年）に忍山神社が能牟良神社を合祀したことで忍山神社の祭礼となった。能牟良神社は古くは牛頭天王社と呼ばれ、忍山神社に残る棟札によると、傘鉾は天王信仰に関わる行事で江戸時代に中絶していたが、1717年（亨保13年）に再興された。
21世紀前半には例祭日に近い日曜日に日程を移動して催行されている。

## 交通アクセス
- JR関西本線亀山駅から徒歩25分